# En uppgörelse i den undre världen
En uppgörelse i den undre världen är en svensk kortfilm från 1995 i regi av Lukas Moodyson med bland andra Hampus Pettersson, Stefan Sauk och Camilla Lundén i rollerna.

## Handling
Ledaren för ett litet brottssyndikat träffar för första gången på flera år sin tonårige son och bjuder honom på Kinarestaurang. Aningen tafatt förklarar han att han hoppas att sonen ska ta över hans rörelse.

## Rollista
| Roll   | Skådespelare      |
| ------ | ----------------- |
| Johan  | Hampus Pettersson |
| Rolf   | Stefan Sauk       |
| Louise | Camilla Lundén    |
| Tommy  | Jakob Eklund      |
| Chang  | Yoizhi Nakayama   |
| Ruben  | Björn Lövgren     |
| Zoltan | Patrik Johansson  |